# Noturus munitus
Noturus munitus là một loài cá thuộc họ Ictaluridae. Nó là loài đặc hữu của Hoa Kỳ.